# ФК K.А.Р.А. Бразавил
Клуб Атлетик Ренесанс Аиглон Бразавил или скраћено ФК К. А. Р. А. Бразавил  је фудбалски клуб из Бразавила, Република Конго.
Клуб је највише успеха имао током 1970-их и 1980-их година када су освојили 8 титула државног шампионата и 2 купа. Највећи успех су остварили 1974. године када су освојили Куп афричких шампиона.

## Грб
- стари грб
- стари грб

## Трофеји

### Национални
- Премијер лига Конга

Победник (9 пута): 1970, 1972, 1973, 1974, 1975, 1976, 1981, 1984, 2008
- Куп Конга

Победник (3 пута): 1981, 1986, 1992

### Међународни
- Куп афричких шампиона

Победник : 1974